# 호나미정
호나미정(穂波町)은 후쿠오카현 중앙부에 위치했던 정으로 가호군에 속했다.
2006년 3월 26일, 이즈카시, 가이타정·쇼나이정·지쿠호정과 대등합병해, 새로운 이즈카시가 되었다.

## 역사
과거 치쿠호 탄전이 번창하던 시대에는 지쿠호 중에서도 인구 증가가 두드러져 전성기에는 4만 명에 달해 일본에서 1인당 인구가 가장 많은 촌이었다. (정으로 승격전) 이이즈카시(당시 6만명 정도)로부터 합병을 제안받아 10만 명 도시를 목표로 하고 있었으나, 이이즈카 측은 '편입', 호나미 측은 '대등'을 요구해 충돌로 인해 합병이 실현되지 못했다.
지쿠호 탄전이 쇠퇴한 후에는 인구 감소가 두드러져 2006년경 헤세 시대에 25,000명까지 줄어들었다.
- 1889년 4월 1일 - 정촌제 시행에 의해 호나미군 호나미촌이 성립하였다.
- 1896년 2월 26일 - 군제 시행에 의해 가호군에 속하게 되었다.
- 1957년 11월 3일 - 정으로 승격해 호나미정이 되었다.
- 2006년 3월 26일 - 이즈카시, 가이타정·쇼나이정·지쿠호정과 신설해 소멸하였다.

## 교통

### 철도
- 규슈 여객철도
  - 지쿠호 본선

### 도로
- 국도 200호선